# Ускокович, Велько
Велько Ускокович (Вељко Ускоковић, 29 марта 1971, Цетине) — бывший югославский (позже черногорский) ватерполист. Первый знаменосец сборной команды Черногории на Олимпийских играх. Провёл более 300 игр, забил более 400 голов.
Тренеры в сборной: Драган Андрич и Ненад Манойлович.

## Клубная карьера
Игрок в водное поло.
Спортивную карьеру начал в ВК Приморац.
Чемпион Европы в розыгрыше 1999/2000 (ВК Бечей).
Чемпион Югославии 4 раза (ВК Будванская Ривьера и ВК Бечей).
Обладатель Кубка Югославии по водному поло 4 раза (ВК Будванская Ривьера и ВК Бечей).
Выступал за итальянские ВК клубы: Катанья, Камолья, Палермо и Салерно.
Клубную карьеру завершил в ВК Будва.

## Карьера в национальной сборной
Член сборной Югославии в 1991—2002 годах.
В первый же год стал Чемпионом Европы в Афинах.
Капитан сборной Югославии в 1996—2001 годах.
За сборную Черногории провёл 60 матчей, забил 56 голов.
Спортивную карьеру завершил в товарищеском матче между сборными Черногории и США в Подгорице в июле 2009 года.

## Спортивные достижения

### Олимпийские игры
- XXVI летние Олимпийские игры (1996) — 8 место среди 12 команд, Югославия, 13 голов.
- XXVII летние Олимпийские игры (2000) — 3 место (бронза) среди 12 команд, Югославия, 7 голов.
- XXVIIII летние Олимпийские игры (2008) — 4 место среди 12 команд, Черногория, 4 гола.

### Чемпионаты мира
- Перт 1998 — 3 место (бронза) среди 16 команд, Югославия.
- Фукуока 2001 — 2 место (серебро) среди 16 команд, Югославия.

### Чемпионаты Европы
- Афины 1991 — 1 место (золото), Югославия.
- Севилья 1997 — 2 место (серебро) среди 12 команд, Югославия.
- Будапешт 2001 — 1 место (золото), Югославия.
- Малага 2008 — 1 место (золото) среди 12 команд, Черногория.

### Летнии Универсиады
- Фукуома 1995 — 1 место (золото) 12 команд, Югославия.